# Guillermo Ramírez Vilardell
Guillermo Alfredo Ramírez Vilardell (23 de octubre de 1946) es un economista, investigador y consultor chileno. Ocupó el cargo de Superintendente de Bancos e Instituciones Financieras (1985-1990).

## Educación
Estudió en la Universidad de Chile, casa de estudios en la que consiguió el título de economista en el año 1970. Diez años más tarde conseguiría el grado de magíster en la misma disciplina en la Universidad de Yale de los Estados Unidos.

## Trayectoria pública
Fue director de estudios de la Superintendencia de Bancos e Instituciones Financieras entre 1980 y 1984.
A comienzos de 1985 pasó a ocupar la titularidad de esa entidad, en reemplazo de Hernán Büchi, por encargo de Pinochet. Permaneció en ese puesto hasta el fin del régimen, en marzo de 1990.
Uno de los hitos importantes de su periodo fue la reforma a la ley de bancos, promulgada en 1986, que consagró a nivel legal todos los mecanismos de supervisión que se venían diseñando desde 1981, antes de la crisis de 1982-1983. Además, esta normativa concibió la diversificación del sistema financiero abriéndoles a los bancos, que hasta esa fecha eran puramente comerciales, la posibilidad de incursionar vía filiales en nuevos negocios como leasing, corretaje de acciones, fondos mutuos y asesorías financieras.
Tras abandonar ese cargo, ingresó en el negocio de las consultorías, trabajando para el Fondo Monetario Internacional, el Banco Mundial y el Banco Interamericano de Desarrollo, entre otras entidades.
Ha sido director de empresas como Banco Conosur, Banco del Desarrollo, Banco BBVA-BHIF, Banco Santander-Santiago, AES Gener y Puerto Ventanas.